# Мерлинов ученик
Мерлинов ученик (енгл. Merlin's Apprentice) је дводелна телевизијска мини-серија из 2006. године, која представља наставак мини-серије Мерлин (1998). Сем Нил и Миранда Ричардсон понављају своје улоге из претходне серије, док се у новим улогама појављују Џон Рирдон, Кристофер Жако, Меган Ори и Теган Мос. Лабаво заснована на артуријанским легендама, серија прати Мерлина, коме се у потрази за Светим гралом и спасавању Камелота придружује млади чаробњак.

## Радња

### Први део
Задовољан стањем у Камелоту, чаробњак Мерлин одлучује да оде на одмор како би се подмладио. Овај одмор је требало да траје неколико месеци, али када се Мерлин пробуди, схвата да је спавао педесет година. По повратку у Камелот, открива да је град запуштен. Скоро сви које је познавао су умрли; лорд Вестон управља краљевством, а Свети грал је нестао из замка. Ипак, Мерлинове заштитне чини држале су освајаче подаље.
Млади лопов и чаробњак по имену Џек и његово прасе ушуњали су се у кола која улазе у Камелот, чиме су разбеснели кочијаша, штитоношу Брајана. Џек улази у одаје Ивон, унуке сер Гавејна, и краде један привезак. Ивон улази у собу, а док се Џек сакрива, долази Грејам, локални ковач у којег је она заљубљена. Џек потом покушава да украде Мерлинов штап док се Мерлин концентрише на проналажење Грала. Мерлин осети посетиоца; најпре га избацује, али касније узима Џека за ученика након што се визија Светог грала појави пред обојицом.
Мерлин подучава Џека мамећи га храном, док му говори да одоли глади и пронађе прстен изгубљен у замку (који се на крају испоставља као Округли сто). Џек потом сазнаје истину о Брајану, који је заправо девојка Брајана. Она се прерушава у мушкарца и обучава се за витеза како би осветила неправду нанету њеној породици.
У потрази за Гралом, Мерлин сумња да је нешто у Камелоту узроковало његов нестанак. Мерлин се суочава са Ивон (која треба да се уда за лорда Вестона када се Грал врати) и њеним старатељем, Бертоном. Касније, додиром постоља Грала, Мерлин има визију којом сазнаје истину о свом одсуству. Госпа од Језера га је зачарала и зачела Џека.
Варвари прете на капијама Камелота, а витезови, укључујући Брајану, желе да искористе зачарану пећину како би изненадили нападаче, за које мисле да граде брану како би потопили краљевство. Џек пристаје да скине Мерлинову чини са пролаза, али витезови не налазе ни на какву брану. У међувремену, варвари под вођством Госпе од Језера улазе у пролаз и пробијају зидове Камелота, рањиве изнутра.
Схвативши предстојећу пропаст, Мерлин открива Џеку истину о његовом пореклу. Мерлин и Џек заједно стварају магични мост преко варварске војске како би спасили народ, али када Брајана буде у опасности, Мерлин говори Џеку да оде до ње, док он сам завршава мост (што га фатално исцрпљује), наређујући народу, укључујући Џека, да побегну. Када Џек сиђе са моста, прекида чини како би спречио прогонитеље. У међувремену, Мерлин остаје унутар зидина Камелота и убија га Раускауг, вођа варвара.

### Други део
Преостали становници Камелота провели су неколико месеци путујући по околини у потрази за Гралом, бежећи од својих непријатеља. Џек је фрустриран јер му концентрација не доноси увиде, па му Госпа од Језера шаље визију о локацији Грала. Група одлази тамо и открива да је вода проклета. Неколико витезова убија звер док покушавају да препливају до пећине у којој се налази Грал. У међувремену, Госпа од Језера обавештава Раускауга о њиховој локацији, па варвари крећу у потеру.
Ивон моли Џека да истражи њену прошлост кроз визије, а он сазнаје да она није Гавејнова унука. Открива се да су Бертон и лорд Вестон угњетавали околно становништво порезима, неправедном трговином и лукавим уговорима. Ово је извор Брајаниног беса, јер је њена породица изгубила своју имовину због једног таквог уговора.
У међувремену, Бертон се нада да ће удати Ивон за шкотског краља и поробити преостале грађане Камелота за личну добит. Ивон и Џек разоткривају издају Бертона и његове жене. Џек предлаже да се уместо брзог погубљења одржи суђење које ће прочистити Камелот од грехова, али Брајана узима правду у своје руке и убија их док се варвари приближавају.
Док се две стране боре, лорд Вестон прати Џека до пећине. Џек раздваја водопад и улазе у пећину. Џек упозорава Вестона да је он права мрља на Камелоту и саветује га да не узима Грал. Када Вестон додирне Грал, његова нечистоћа га претвара у прах. Појављује се Госпа од Језера и нуди Џеку прилику да постане моћан. Уместо тога, Џек одбацује своју мајку (што је убија) и изговара жељу пред Гралом: Џек моли да Грал уради шта год жели са њим, само да оконча разарање напољу. Грал прихвата овај несебичан чин и оживљава мртве ратнике са обе стране. Грејам подиже Грал и обећава да ће изградити нови Камелот.
Грејем и Ивон се венчавају. Током реконструкције Камелота, прасе каже Џеку да изговори име земље мртвих (Тартар) како би видео свог оца. Џек одлази до Мерлина и њих двојица добијају прилику да проведу време које нису имали као отац и син. Серија се завршава наговештајем да су Џек и Брајана сада у браку и вероватно ће имати децу. Завршни кадар приказује Џека како подиже Брајану док она гаси свећу.

## Улоге
| Глумац             | Улога           |
| ------------------ | --------------- |
| Сем Нил            | Мерлин          |
| Миранда Ричардсон  | Госпа од Језера |
| Џон Рирдон         | Џек             |
| Меган Ори          | Брајана         |
| Кристофер Жако     | Грејам          |
| Теган Мос          | Ивон            |
| Гарвин Санфорд     | Лорд Вестон     |
| Ендру Џексон       | Бертон          |
| Александер Калугин | Раускауг        |
| Вуди Џефриз        | Краљ Артур      |